# موجاكار
عقبة شَقَر أو مُجاكر (بالإسبانية: Mojácar مُخَاقَر)‏, هي بلدية تقع في مقاطعة المرية. جنوب شرق إسبانيا. يبلغ عدد سكانها 6.092 نسمة.

## وصلات خارجية
- (بالإسبانية)